# Nomeus gronovii
Nomeus groovii es una especie de peces de la familia Nomeidae. Es el único miembro del género Nomeus. Es nativo de los océanos Atlántico, Pacífico e Índico, donde los adultos se encuentran generalmente en profundidades de 200 a 1000 m (660 a 3280 pies). Es notable por su capacidad para vivir dentro de los tentáculos mortales de un sifónóforo, Physalia physalis, sobre cuyos tentáculos y gónadas se alimenta. El pez está rayado con manchas de color azul negruzco que cubre su cuerpo, y la aleta caudal está extremadamente bifurcada. Puede alcanzar una longitud de 39 cm (15 pulgadas). Es de menor importancia para las pesquerías comerciales. Esta especie es el único miembro conocido de su género.
El pez Nomeus gronovii es muy escaso en el mar del Caribe. Es muy raro de ver uno ya que vive muy profundamente en el mar.

## Descripción
Este pez tiene un cuerpo ovalado que se estrecha gradualmente hasta el pedúnculo caudal. Las aletas dorsales son dos, de la misma altura pero la más corta. La aleta anal es simétrica a la segunda dorsal. La aleta caudal está fuertemente bifurcada. Las aletas ventrales son muy grandes y negras en los jóvenes. Las aletas pectorales son redondeadas y no particularmente grandes.
El color de los jóvenes es plata perlada con manchas oscuras azul oscuro o negro, los adultos tienen una espalda de acero azul con lados plateados blanquecinos con manchas oscuras (que pueden faltar).
El tamaño promedio es de entre 20 y 28 cm, mientras que el tamaño máximo no supera los 40 cm de longitud.

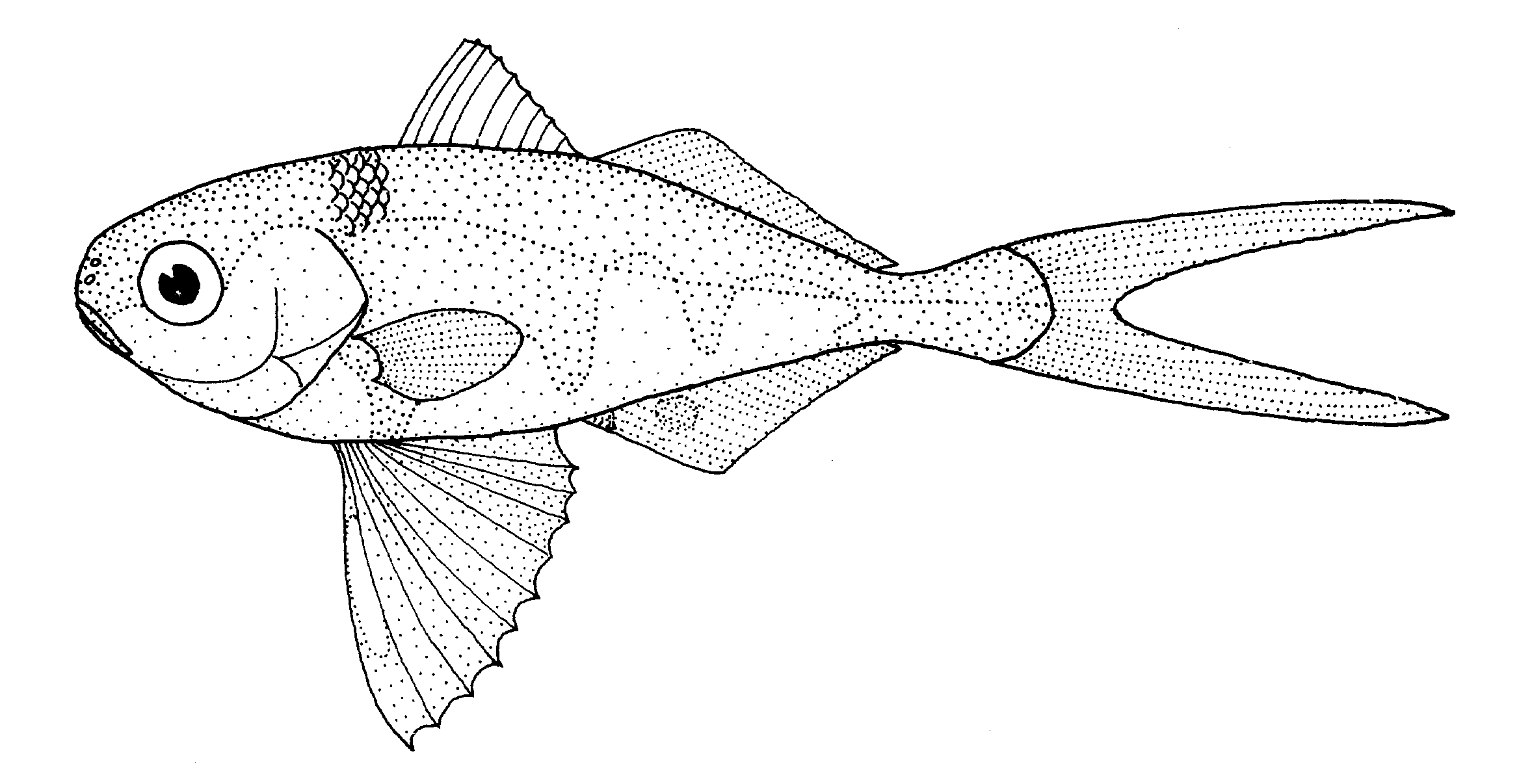
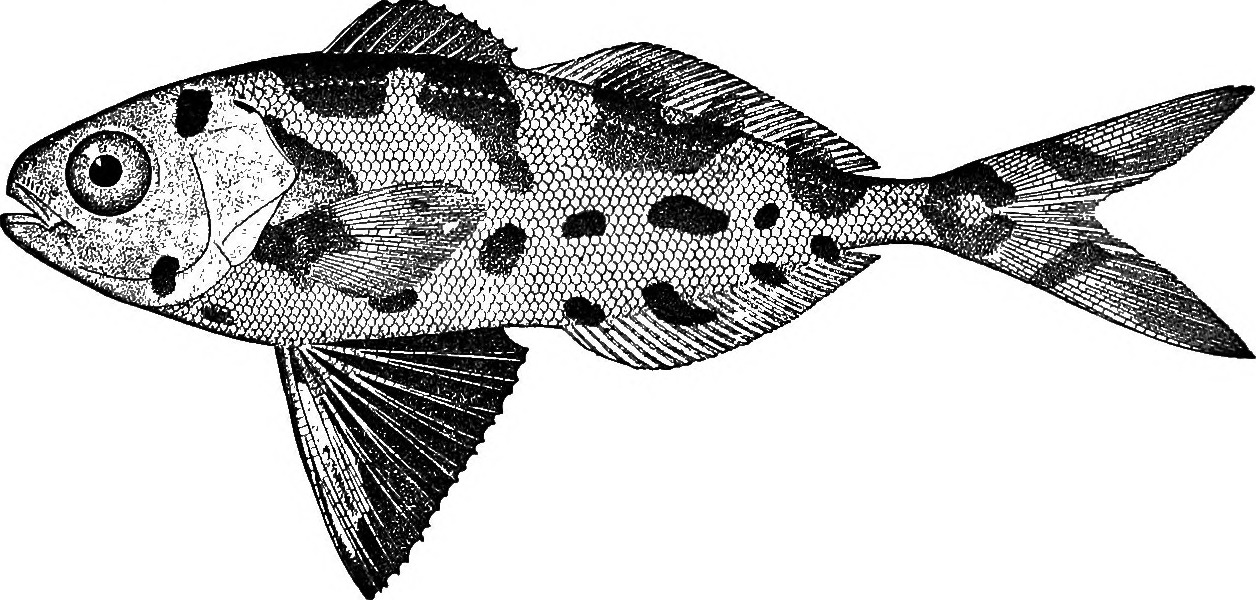

## Distribución y hábitat
Esta especie está muy extendida en las zonas tropicales, subtropicales y templadas cálidas de todos los océanos, excepto el este del Océano Atlántico, donde es raro, y el mar Mediterráneo, donde nunca se ha informado.
Los peces jóvenes son pelágicos; viven en aguas superficiales de hasta 30 metros de profundidad en pequeños bancos asociados con las carabelas portuguesas, cuyos nematocistos son inmunes. El hábitat del adulto no se conoce con certeza, pero se cree que se encuentra en la zona mesopelágica (200-1000 metros de profundidad).

## Evitación de toxinas
En lugar de usar moco para evitar  nematocistos, como se ve en algunos de los  pez payaso abrigándose entre las anémonas de mar, el pez parece usar natación muy ágil para físicamente evitar los tentáculos.
El pez tiene un número muy elevado de vértebra (41), lo que puede aumentar su agilidad y utiliza principalmente sus aletas pectorales para nadar, una característica de los peces que especializarse en maniobrar espacios reducidos. También tiene un diseño de piel complejo y al menos un antígeno contra la toxina de la carabela portuguesa. Aunque el pez parece ser 10 veces más resistente a la toxina que otros peces, puede ser picada por los dactilozooides (tentáculos grandes), que evita activamente. Los gonozooides más pequeños no parecen picar al pez y se informa que el pez frecuentemente "mordisquea" en estos tentáculos.